# Milo Goes to College
Milo Goes to College is het debuutalbum van de Amerikaanse punkband Descendents. Het werd in 1982 uitgegeven via het platenlabel New Alliance Records. De muziekstijl van de nummers op Milo Goes to College variëren van snelle en agressieve hardcore punk tot melodische poppunk.
De titel van het album en de illustratie op de hoes verwijzen naar het vertrek van Aukerman van de band om biochemie te studeren aan de Universiteit van Californië in San Diego. De illustratie werd gemaakt door Jeff Atkinson en is gebaseerd op eerdere karikaturen van Roger Deuerlein, een klasgenoot op de middelbare school van Aukerman. Deuerlein tekende toentertijd strips en posters waarin Aukerman werd afgebeeld als de nerd van de klas.

## Nummers
1. "Myage" - 2:00
2. "I Wanna Be a Bear" - 0:40
3. "I'm Not a Loser" - 1:28
4. "Parents" - 1:37
5. "Tonyage" - 0:55
6. "M-16" - 0:40
7. "I'm Not a Punk" - 1:01
8. "Catalina" - 1:44
9. "Suburban Home" - 1:40
10. "Statue of Liberty" - 1:58
11. "Kabuki Girl" - 1:09
12. "Marriage" - 1:37
13. "Hope" - 1:58
14. "Bikeage" - 2:12
15. "Jean is Dead" - 1:31

## Band
- Milo Aukerman - zang
- Tony Lombardo - basgitaar
- Frank Navetta - gitaar
- Bill Stevenson - drums